# 蔡杲 (萬曆進士)
蔡杲（1558年—1607年），原名蔡昂，字宏中，號懷峰，福建漳州府漳浦縣人，明朝政治人物。

## 生平
嘉靖戊午（1558年）十一月十五日生。少有文誉，与弟蔡昇齐名，同登萬曆四年（1586年）丙子科福建乡试举人，蔡杲为亞魁，弟蔡昇万历八年進士，官淮安府推官，早卒。蔡杲万历十七年（1589年）己丑科成二甲三十三名進士，吏部觀政，十八年四月授太仓州知州，清白严介，二十三年升南京兵部车驾司员外郎，二十五年迁南京吏部郎中，调考功司，考察京朝官，舆论称平。二十九年擢光禄寺丞，奉使册封，三十二年升尚宝司少卿，本年丁憂，三十五年丁未卒。杲丰下修髯，神气遒上，藻鉴明晰，推引士类孳孳不怠。先后官京邸五六载，栖止道院僧寮，一榻萧然，卒之日，贫无以斂，同年友人为经纪，归其丧。

## 家族
曾祖蔡子聪。祖父蔡世振。父蔡伯诚，廪生。